# تناماوات منقارية
تناماوات منقارية أو تناماوات متشابهة ((الاسم العلمي:Rhynchotinae والاسم العلمي المرادف:Nothurinae) هي أسرة من الطيور تتبع فصيلة التنامية من رتبة التناميات.

## أجناس
- التنام منقاري (الاسم العلمي: Rhynchotus)
- التنام مزيف الخلف (الاسم العلمي: Nothoprocta)
- التنام متشابه (الاسم العلمي: Nothura)
- التنام تاو (الاسم العلمي: Taoniscus)
- التنام راكض (الاسم العلمي: Eudromia)
- التنام مزيف (الاسم العلمي: Tinamotis)